# Märaskrinsklacken
Märaskrinsklacken (finska: Tammaletto) är en ö i Finland.   Den ligger i kommunen Helsingfors i den ekonomiska regionen  Helsingfors  och landskapet Nyland, i den södra delen av landet, 14 km öster om huvudstaden Helsingfors.